# Gyge irregularis
Gyge irregularis är en kräftdjursart som först beskrevs av Clements Robert Markham1985.  Gyge irregularis ingår i släktet Gyge och familjen Bopyridae. Inga underarter finns listade i Catalogue of Life.